# Kollege
Kollege (von lateinisch collega „Amtsgenosse“, „Standesgenosse“; daher veraltet auch „Kollega“) ist im deutschen Sprachgebrauch die Bezeichnung, die sich Personen untereinander geben, die im selben Unternehmen, derselben Institution oder im selben Beruf tätig sind.

## Allgemeines
Im schweizerischen Deutsch sowie teilweise im süddeutschen Raum und im Ruhrgebiet wird das Wort Kollege auch im Sinne von Freund verwendet (so auch im Portugiesischen, Italienischen und Polnischen und in einigen spanischsprachigen Ländern). Der Arbeitskollege oder Berufsgenosse sind im Deutschen die sonst typischen Komposita, die sich auf Kollege/Kollegin beziehen.

## Geschichte
Die ursprüngliche Verwendung des Begriffs lässt sich in die Epoche der römischen Republik zurückverfolgen, in der eine verbindliche Doppelbesetzung (Kollegialität) von Oberämtern (lateinisch magistratus) zur Verhinderung von Machtkonzentration und zur gegenseitigen Kontrolle vorgesehen war. Das ist noch heute im Kollegialorgan wiederzuerkennen. Seine Bedeutung in Bezug auf das Berufsleben erhielt das Wort aber erst in der römischen Kaiserzeit, als sich Handwerker, Kaufleute und andere Berufstätige zu berufsständischen collegia zusammenschlossen, die sich durch staatliche Verordnungen wie eine Zwangsmitgliedschaft zu einem antiken Vorläufer der Zünfte entwickelten.
Nach dem Untergang des Römischen Reiches wurde das Wort fast ausschließlich im (kirchlich organisierten) Hochschulwesen verwendet, einerseits zwischen Hochschullehrern, andererseits auch gegenüber und zwischen Studenten. Es kommt vom „Collegium“, dem gemeinschaftlichen Aufbau einer Körperschaft. Die Teilhabe am Lehrkörper (Kollegium oder Kolleg) einer Hochschule oder eines Teiles von ihr wurde als Kollegiat bezeichnet. Das englische Wort college für eine Hochschule hat sich bis heute erhalten.

## Heutige Verwendung
Das Wort Kollege hat sich über seine ursprüngliche Bedeutung in vielen anderen Bereichen wieder eingebürgert, von den Kollegen in Verwaltung und Produktion (Mitarbeiter) über Mitschüler oder deutsche Abgeordnete bis in das Arbeitermilieu. Der Begriff ist heute auch noch sehr gebräuchlich bei einigen Berufsständen, insbesondere zwischen Ärzten und Medizinstudenten sowie unter Rechtsanwälten. 
Bis zur Orthographischen Konferenz von 1901 war auch die Schreibweise College üblich. Diese Schreibweise ist heute vor allem im Namen von Anwaltskanzleien (z. B. Mustermann & Collegen) anzutreffen, wodurch Altehrwürdigkeit und Tradition suggeriert werden soll.

## Bedeutungsähnliche Begriffe
- Kamerad (Militär)
- Kommilitone (Studenten)
- Kumpel (Bergleute)